# Ali Yata
Ali Yata, en árabe علي يعتة (Tánger, 1920 – Casablanca 1997), fue un político del comunismo marroquí, Secretario General del Partido Comunista Marroquí entre 1945 y 1964, y fundador del Partido del Progreso y del Socialismo en 1974.

## Vida personal
Ali Yata nació el 25 de agosto de 1920 en Tánger. Su padre, Saïd Yata, era argelino y su madre, Fatima Ben Amar, era oriunda de la misma ciudad de Tánger.
Tuvo una educación sobresaliente desde corta edad: a los ocho años, fue inscrito en la escuela primaria franco árabe del barrio de Marshan en Tánger, donde obtuvo la tutela de un importante maestro, Abdalla Guennoun, un sabio patriota y nacionalista que le brindó una firme educación religiosa además de formación en gramática árabe.
En 1933, a los 13 años, la familia Yata se traslada a Casablanca, donde su padre comenzó a ejercer como intérprete para la Sociedad internacional de Tabacos.
Durante los siguientes años, fue estudiante en el liceo Lyautey, donde tuvo como profesor a Mohammed El Fassi, futuro ministro de Educación del Marruecos independiente. Además, continuó sus estudios de árabe con grandes nacionalistas de la época.

## Vida política

### Militancia y accionar en el PCM
En 1940, Ali Yata se une al Partido Nacional, en ese entonces prohibido. El Partido Nacional, a pesar del exilio de su líder, Allal El-Fassi, mantenía una fuerte actividad política, orientado en un plan de reformas en favor de las libertades democráticas, con una gran impronta religiosa y de formación árabe.

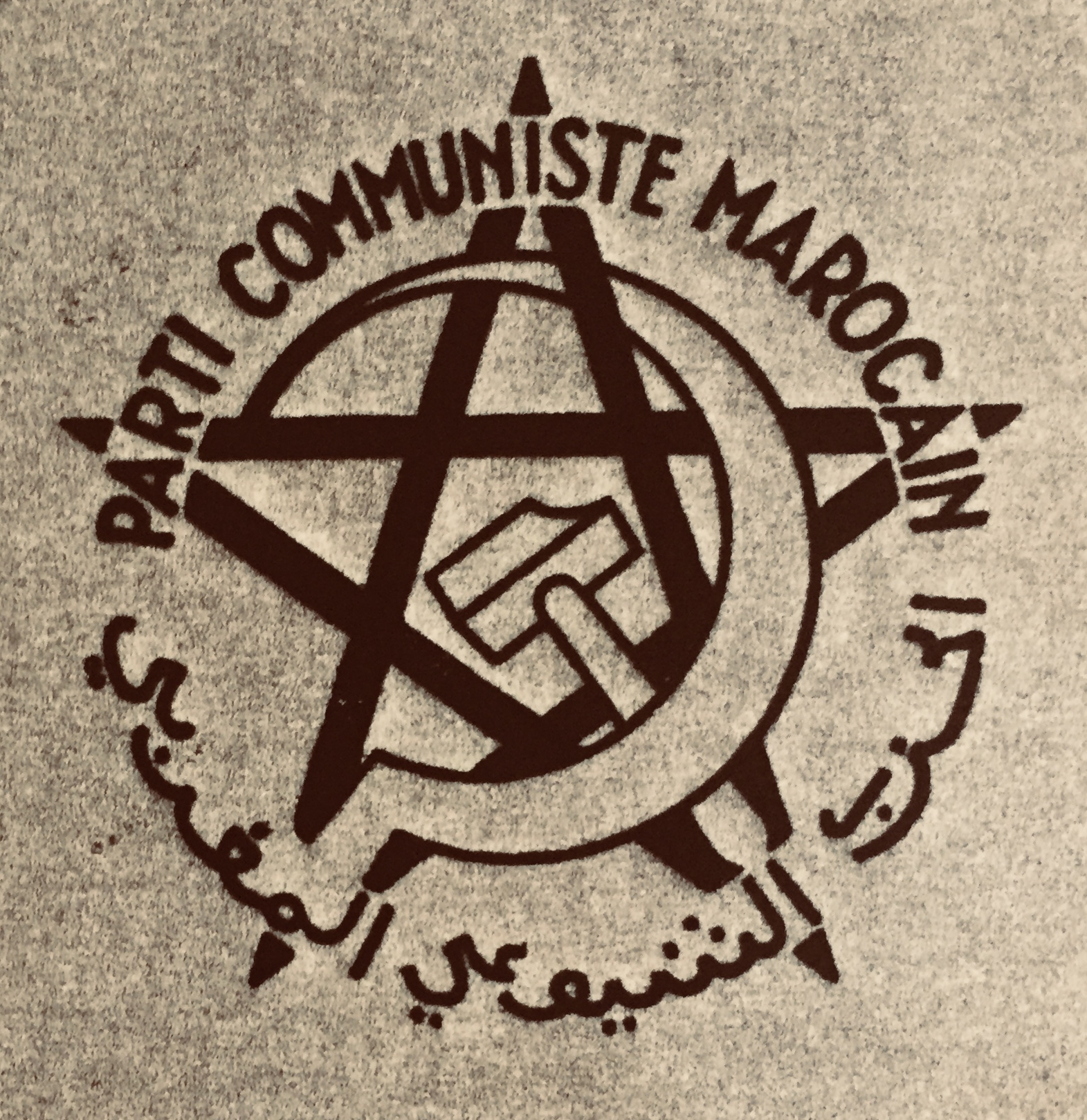
Logo del PCM - Partido Comunista Marroquí

Después de haber obtenido el título de estudios superiores en árabe en la Facultad de Letras de Argel y también de filólogo árabe en la misma casa de estudios, Ali Yata se une, el 31 de diciembre de 1943, al Partido Comunista Marroquí.
El partido, fundado ese mismo año, con Leon Sultan como Secretario General de la organización, fue creado a partir de diversos partidos menores de corte similar. Durante sus primeros años, el partido apoya el proyecto de la Unión Francesa (es decir, manteniéndose del lado de Francia) y condena el Manifiesto de la Independencia, donde se denunciaban los males del Protectorado y la exigencia de la independencia del territorio bajo la égida del sultán. Ali Yata, sin embargo, a título personal, se adhiere a dicho Manifiesto.
Es a partir de 1946, después de que Ali Yata fuese designado Secretario General luego de la muerte de Leon Sultan, que el Partido comienza una «marroquinización» y proyecta su apoyo decidido al programa de la independencia. Según Yata, dos fueron las razones para dicho apoyo. En primer lugar, el crecimiento de la simpatía y la influencia de las ideas propulsadas por el manifiesto de la independencia y, además, el temor de los comunistas rusos de que, si el PCM no apoyaba la independencia, pudiesen caer bajo la influencia norteamericana. Para este último punto es importante tener en cuenta que el mundo bipolar estaba en pleno proceso de creación. El PCM se alineó con la URSS durante la guerra fría y eso aumentó la discordia y la competencia con el partido nacionalista, el Istiqlal, más cercanos a los Estados Unidos.
Es durante esta coyuntura que, en 1950, Ali Yata es arrestado, acusado de agitación en los medios a raíz de los disturbios antijudíos en Oujda y Jerada. Como su padre era argelino, fue expulsado a Argelia y, a pesar de sus múltiples intentos por regresar, pudo hacerlo recién en 1958, dos años después de la Independencia de Marruecos, acontecida en 1956.

### Clandestinidad e independencia de Marruecos
Durante los años previos a la independencia, el PCM mantuvo un rol marginal en la política marroquí. Seguía siendo un partido clandestino y, además, su competencia con el Istiqlal lo relegó a segundo plano. Si bien se hicieron acercamientos y propuestas para la independencia, así como hasta una entrevista con el Sultán, el PCM no fue llamado para discutir el primer gobierno independiente.
Durante algunos meses de 1959, el partido alcanzó la plena legalización, pero enseguida fue denunciado por el gobierno alegando ser un partido contrario al Islam, y volvió a ser prohibido.
En 1963, Ali Yata vuelve a prisión, esta vez por motivo del conflicto entre Marruecos y Argelia, la guerra de las arenas, aunque es liberado poco tiempo después. Es acusado de atentar contra la seguridad del Estado, por declarar que el conflicto debería resolverse con diálogo y negociación, poniendo por delante una solución pacífica en vez de militar.

### Partido de la Liberación y del Socialismo
El 7 de julio de 1968 se anuncia la creación del partido de Liberación y del Socialismo (PLS), una nueva denominación del viejo partido, en un intento por normalizar su existencia en la vida política. Sin embargo, esta dura muy poco tiempo. En 1969, Ali Yata acude a Moscú como delegado del Partido Comunista Marroquí en la Conferencia de Partidos Comunistas y Obreros y esta asistencia es utilizada como excusa tanto para encarcelar al propio Yata como para relegar a la clandestinidad, nuevamente, el reciente partido.
Durante estos años de prohibición, el PLS rechazó los referéndums de 1970 y 1972 para ratificar borradores constitucionales. A pesar de su ilegalidad, Ali Yata fue convocado por el rey Hassan II como representante del PLS junto con otros líderes de la oposición política para intentar formar un gobierno nacional de coalición, aunque esta iniciativa no terminó de despuntar.

### La legalidad del PPS y la cuestión del Sáhara

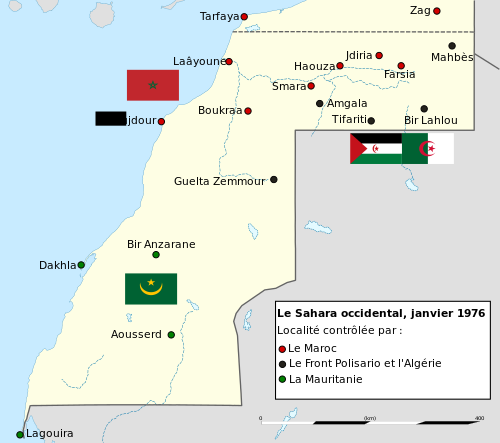
Situación del Sáhara Occidental en enero de 1976, muy poco después de la llamada "marcha verde" de noviembre de 1975, en la que Marruecos obtuvo el control de la mayor parte del territorio y fue la causa aglutinante de diversas fuerzas políticas marroquíes.

Durante la primera mitad de la década del 70, se vive en Marruecos un clima de tensión política y fuerte represión; una situación delicada para el rey Hassan II. Durante ese tiempo, Ali Yata publica en 1973, “Le Sahara Occidental Marocain”, el Sáhara Occidental Marroquí, un compendio de artículos sobre la cuestión del Sáhara que habían sido publicados en el diario del partido entre los años 1956 y 1972.

En una entrevista hecha durante la presentación de ese libro, Ali Yata se pronuncia diciendo:
«Notre pays est encore amputé d’une importante partie de son territoire, tant au Nord qu’au Sud. En particulier, l’Espagne franquiste maintient sous son joug notre Sahara Occidental et rien, pour l’instant, ne laisse présager qu’elle compte le rétrocéder à la mère-patrie…»

Nuestro país está todavía amputado de una importante parte de su territorio, tanto por el Norte como por el sur. En particular, la España franquista mantiene bajo su yugo nuestro Sahara Occidental y nada, por el momento, hace presagiar que quiera retroceder.
Se posiciona así como un férreo defensor de los derechos de Marruecos sobre el territorio. En otra entrevista sobre el mismo tema en 1975, afirma que:
«Los habitantes del Sahara no constituyen un pueblo aparte ni una nación constituida o en vías de formación. […] Desde entonces, esa parte no podía más que obligatoriamente volver a Marruecos para realizar la unidad territorial. Esto es lo que ha dado a la reivindicación marroquí del retorno del Sahara Occidental su sello de legitimidad que nadie tiene el derecho de ignorar o subestimar.»
El gobierno, por su parte, inicia un proceso de conciliación con la oposición, con medidas nacionalistas tales como la «Marroquinización» de los sectores de la economía que estuvieran bajo influjo extranjero y la recuperación de las tierras de los colonos. Va a ser la cuestión del Sahara Occidental la que ofrezca una causa común para el gobierno y la oposición. Es entonces en 1974 cuando, con cierto clima de apertura, se legaliza el Partido del Progreso y del Socialismo (PPS), el viejo partido de Ali Yata con un nuevo nombre.
Yata, con otros compañeros del partido, fueron parte de la delegación enviada a distintas partes del mundo, con el objetivo de explicar la posición marroquí en la cuestión del Sáhara y, cuando el rey organiza la marcha verde (una marcha pacífica con el objetivo de presionar el traspaso de soberanía del territorio), Yata participa de la convocatoria junto con Simon Lévy y otros dirigentes.

### Participación política a partir de la legalización del PPS
En las elecciones legislativas de 1977, Ali Yata es elegido como diputado por el PPS luego de obtener 116.470 votos. A pesar del apoyo del partido a la política del rey con respecto al Sáhara, el PPS se opuso a los referéndums de 1980 que buscaban la modificación de la Constitución de 1972.
A partir de entonces, el partido seguirá participando en las convocatorias electorales, con una ligera tendencia al alza. Como Secretario General, Ali Yata irá transformado la orientación del partido de acuerdo con los vaivenes geopolíticos. Antes de la caída de la URSS, por ejemplo, se comienza el encauzamiento del PPS hacia el liberalismo y la democracia social, dejando en parte las alusiones al socialismo científico.
En 1992, el PPS se une al bloque democrático de la Kutla, para dar una respuesta unánime al rey. Sin embargo, Ali Yata, junto con el resto del partido, expresa su posición original frente al grupo, ya que llama a sus electores al voto afirmativo para la constitución, mientras que los otros componentes de la Kutla se pronuncian en contra.

## Últimos años
El 12 de agosto de 1997, Ali Yata fallece en un accidente automovilístico, a la edad de 76 años. Su lugar en el partido fue tomado por Ismail Alaoui, que fue Secretario General del partido hasta 2010.
En 2017 fue creada la Fundación Ali Yata, para contribuir, junto con la fundación Abderrahim Bouabid de la USFP y la fundación Allal El Fassi del Istiqlal, para enriquecer el espacio de diálogo e intercambio y reflexión, tanto a nivel nacional como internacional.

## Pensamiento y obras destacadas
La historia de vida de Ali Yata no puede desligarse de las andaduras del comunismo en Marruecos, ya que, como Secretario General y líder del movimiento, su identificación con la causa del partido es ineludible. En el país, el comunismo y la ideología marxista-leninista se encarnan en la persona de Ali Yata. Siempre en favor de la clase obrera, fue el encargado de la marroquinización del partido, vulgarizar sus ideas y su doctrina hacia trabajadores, obreros, campesinos e intelectuales. A través del pragmatismo de Yata, el partido se fue abriendo paso hacia las vicisitudes de la historia de Marruecos. En los años setenta, instrumentalizando el periódico del partido, lanza su nueva propuesta de la revolución nacional democrática, cuyo objetivo sería llevar al país hacia la democracia a través del pluralismo y el respeto a las libertades individuales y colectivas. De esta manera, se separa en parte de la línea proveniente de Moscú; el pensamiento de Ali Yata y su partido hunden sus fundamentos a partir de entonces en la realidad particular de Marruecos y no ya en el comunismo soviético.
A través de publicaciones y, sobre todo, con las revistas editadas por el partido, Ali Yata pudo expresar su proyecto político y las críticas que tenía al sistema del momento. El periodismo político fue un vector muy importante para comprender la forma en la que Yata deseaba ver concretadas sus exigencias democráticas.

### Obras destacas
- Le Sahara occidental marocain (1973) - El Sahara Occidental marroquí
- Luttes derrière les barreaux (1996) - Luchas tras las rejas